# محاكمة راتكو ملاديتش
المدعي العام ضد راتكو ملاديتش كانت محاكمة جرائم حرب أمام المحكمة الجنائية الدولية ليوغوسلافيا السابقة في لاهاي بهولندا بشأن الجرائم التي ارتكبها راتكو ملاديتش خلال حرب البوسنة والهرسك في دوره كجنرال في جيش يوغوسلافيا الشعبي ورئيس أركان جيش جمهورية صرب البوسنة.
وترأس القضية القاضي ألفونس أوري من هولندا مع قاضيين مساعدين وهما باكوني جاستيس مولوتو من جنوب إفريقيا وكريستوف فلوج من ألمانيا. بدأت الإجراءات في 3 يونيو 2011 بإدراج قائمة بالتهم الموجهة إلى ملاديتش والتي تضمنت انتهاكات لقانون الحرب والإبادة الجماعية والجرائم ضد الإنسانية ولا سيما فيما يتعلق بمذبحة سربرنيتسا وحصار سراييفو.
صدر الحكم في 22 نوفمبر 2017 وأدين ملاديتش بـ 10 تهم من أصل 11 تهمة وحكم عليه بالسجن مدى الحياة. كان من المقرر أن يقدم ملاديتش استئنافه في مارس 2020 ولكن تم تأجيله بسبب جائحة فيروس كورونا. عُقدت جلسات الاستماع الأولى في 25 و 26 أغسطس 2020 وفي 8 يونيو 2021 رُفض استئناف ملاديتش النهائي.

## القبض عليه
قُبض على راتكو ملاديتش في 26 مايو 2011 في لازاريفو بالقرب من زرينجانين في منطقة بنات في مقاطعة فويفودينا الشمالية. تم إلقاء القبض عليه من قبل عشرين ضابطا من الشرطة الخاصة الصربية يرتدون زيا أسود وأقنعة ولا يحملون شارات. عند القبض عليه سلم ملاديتش مسدسين كان يحملهما. ثم نُقل إلى بلغراد كجزء من «عملية التسليم». تم القبض على ملاديتش في منزل ابن عمه برانيسلاف ملاديتش في فوكا كارادجيتشا 2. كان برانيسلاف تحت المراقبة لمدة شهرين على الأقل. بعد عدم اليقين الأولي بشأن هوية الرجل المعتقل أكد الرئيس الصربي بوريس تاديتش في مؤتمر صحفي أنه ملاديتش وأعلن أن عملية تسليمه إلى المحكمة الجنائية الدولية ليوغوسلافيا السابقة جارية. كان ملاديتش يستخدم الاسم المستعار «ميلوراد كوماديتش» عندما كان مختبئا. لم يكن ملاديتش قد أطلق اللحية أو غير من شكله. وبحسب ما ورد أظهر مظهره أنه «تقدم في السن بشكل كبير» وأن أحد ذراعيه أصيب بالشلل بسبب سلسلة من السكتات الدماغية.
بعد إلقاء القبض عليه مثل ملاديتش أمام محكمة بلغراد العليا لتحديد ما إذا كان لائقا للتسليم إلى لاهاي. علق القاضي ميلان ديلباريتش الاستجواب بسبب تدهور صحة ملاديتش. قال محاميه ميلوش شالييتش إن حالته الصحية السيئة منعته من التواصل بشكل صحيح. يُزعم أنه لم يتمكن من تأكيد بياناته الشخصية لكنه حاول التحدث إلى المدعين العامين في عدة مناسبات لا سيما مع نائب المدعي العام لجرائم الحرب برونو فيكاريتش. ومع ذلك قضت المحكمة بأنه لائق للتسليم في 27 مايو. وبحسب وزارة الصحة الصربية وصف فريق من أطباء السجن حالته الصحية بأنها مستقرة بعد الفحوصات. كما زار ملاديتش في السجن وزير الصحة زوران ستانكوفيتش وهو صديق سابق.

### ردود الفعل

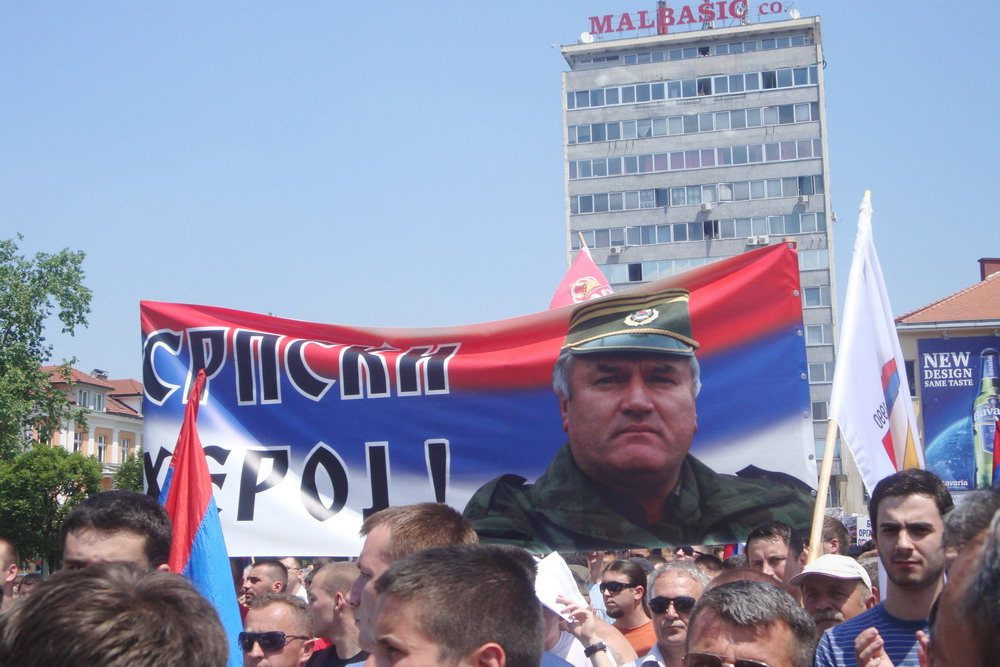
أنصار ملاديتش يحتشدون في بانيا لوكا.

بعد الاعتقال شددت السلطات الصربية الإجراءات الأمنية وحظرت التجمعات العامة في جميع أنحاء البلاد.
أشاد الحزب الراديكالي الصربي بملاديتش ووصفه بأنه «بطل» ووصف اعتقاله بأنه «من أصعب اللحظات في تاريخ صربيا».
في نوفي ساد حاول المئات من المتظاهرين اقتحام مقر الحزب الديمقراطي الحاكم لكن شرطة مكافحة الشغب اعترضتهم مما أدى إلى إصابة اثنين من المتظاهرين. في لازاريفو أعرب السكان عن دعمهم لملاديتش لوسائل الإعلام ولوحوا بالأعلام الصربية والروسية ورفعوا لافتة دعم عند المدخل وأغلقوا الطريق بمقطورة ورددوا هتافات ومنعوا الناس من التقاط صور لمنزل ملاديتش وطلبوا من الصحفيين المغادرة. وضعت الشرطة الصربية المنزل تحت الحراسة واعتقلت أحد المتظاهرين.
أظهر المتظاهرون الصرب دعمهم لملاديتش في بالي في منطقة جمهورية صرب البوسنة في البوسنة والهرسك المركز الإداري لجمهورية صرب البوسنة أثناء حرب البوسنة والهرسك وفي العاصمة السابقة بانيا لوكا. احتشد قرابة 1500 شخص لدعم ملاديتش بالقرب من مسقط رأسه في كالينوفيك بالبوسنة والهرسك. ونظمت المظاهرة بانتيليا أورغوز رئيس رابطة قدامى المحاربين في جمهورية صرب البوسنة. دعا الحزب الراديكالي الصربي إلى مظاهرة خارج البرلمان الصربي وقاد أكبر تجمع للأحزاب المعارضة لدعم ملاديتش في بلغراد. حضر المظاهرة عدة آلاف من المتظاهرين الذين حملوا صور ملاديتش وزعيم الحزب الراديكالي الصربي فويسلاف شيشيلي ويرتدون الشعارات والشعارات القومية الصربية. كما طالبت لافتة بإسقاط الرئيس بوريس تاديتش. تم نشر أكثر من 3000 من شرطة مكافحة الشغب حول المباني الحكومية والسفارات الغربية وحاولت شرطة مكافحة الشغب أيضا منع مجموعات صغيرة من المتظاهرين من الوصول إلى المسيرة. وانحدر التجمع إلى أعمال شغب انتشرت في جميع أنحاء وسط مدينة بلغراد. رشق المتظاهرون الشرطة بالحجارة والزجاجات وحطموا إشارات المرور وقلبوا صناديق القمامة وأطلقوا مفرقعات. نصبت شرطة مكافحة الشغب أطواقا واشتبكت مع المتظاهرين في عدة مواقع بوسط بلغراد. صرح داركو ملاديتش نجل راتكو ملاديتش بأن «راتكو ملاديتش ليس مجرما ولم يأمر بقتلهم. لقد دافع عن شعبه بطريقة مشرفة وعادلة ومهنية». روج متحدثون من الحزب الراديكالي الصربي لصربيا الكبرى والتي ستشمل أجزاء من البوسنة والهرسك ومنطقة كرايينا في كرواتيا بالإضافة إلى الجمهورية الصربية الحالية. وطبقا لوزارة الداخلية فقد تم اعتقال 111 شخصا وأصيب 32 شرطيا و 11 متظاهرا بجروح طفيفة.

## المحاكمة

### الإجراءات الأولية

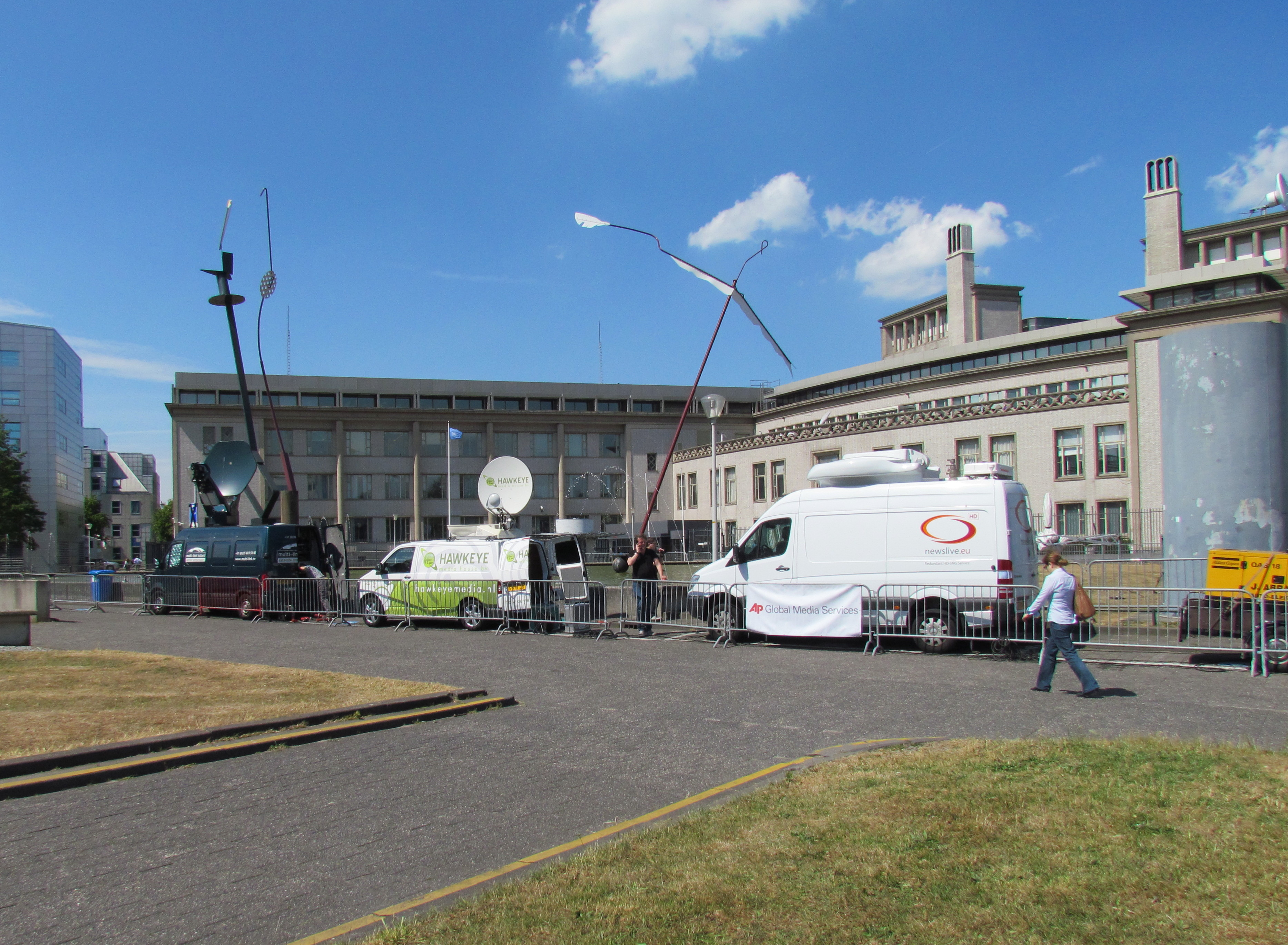
مركبات البث الخارجي خارج المحكمة الجنائية الدولية ليوغوسلافيا السابقة في اليوم السابق لوصول ملاديتش إلى هولندا.

بدأت محاكمة ملاديتش في 3 يونيو 2011 بجلسة استماع أولية لسرد التهم الموجهة إليه والمطالبة بمرافعته. بعد أن تلا القاضي أوري التهم رد ملاديتش ووصفها بـ «البغيضة» و«الوحشية».
التهم الموجهة إلى ملاديتش هي:
1. إبادة جماعية ضد جزء من البوشناق و / أو كروات البوسنة والهرسك و / أو الجماعات الدينية بهدف إزالة البوشناق وكروات البوسنة والهرسك بشكل دائم من أراضي البوسنة والهرسك المطالب بها كأراضي صرب البوسنة والهرسك.
2. إبادة جماعية ضد البوشناق في سريبرينيتشا بقتل الرجال والصبية في سريبرينيتشا وإخراج النساء والأطفال الصغار وبعض كبار السن بالقوة.
3. الاضطهاد كجريمة ضد الإنسانية بما في ذلك القتل والتعذيب والضرب والاغتصاب ضد البوشناق وكروات البوسنة والهرسك.
4. إبادة وقتل البوشناق وكروات البوسنة والهرسك في البلديات.
5. مقتل البوشناق في سريبرينيتشا.
6. مقتل مدنيين في سراييفو.
7. الترحيل القسري للبوشناق وكروات البوسنة والهرسك وغيرهم من غير الصرب من البلديات.
8. الترحيل القسري للبوشناق وكروات البوسنة والهرسك أو غيرهم من غير الصرب من سريبرينيتشا.
9. الإرهاب والهجمات غير القانونية ضد المدنيين.
10. قنص وقصف بالمدفعية ضد المدنيين في سراييفو.
11. أخذ مراقبي الأمم المتحدة العسكريين وحفظة السلام رهائن.

ورفض ملاديتش الإدلاء بالتماس وتم تأجيل المحاكمة حتى 4 يوليو عندما ظهر للمرة الثانية وطُلب منه تقديم اعتراض. تم إبعاده من قاعة المحكمة لمقاطعته المستمرة للقاضي والظهور في محاولة للتواصل مع الشرفة العامة وأعرب ملاديتش عن غضبه من أن يمثله محام عينته المحكمة الجنائية الدولية ليوغوسلافيا السابقة بدلا من محاميه المختار والمحامي العسكري ميلوس ساليتش والفقيه الروسي ألكسندر ميزاييف. (كانت المحكمة تتحقق من أهليتهم). ثم قدمت المحكمة دعوى «بالبراءة» نيابة عنه.
في 17 أغسطس 2011 تم نقل ملاديتش إلى مستشفى هولندي حسبما ورد لإجراء عملية فتق.
في 10 نوفمبر 2011 وجدت الدائرة الطبية في السجن أن ملاديتش لم يكن في حالة تسمح له بمتابعة المحاكمة. تقرر أنه بحاجة إلى فترة أطول للتعافي.

### الجلسات الرئيسية
بدأت الجلسات الرئيسية للمحاكمة في 16 مايو 2012. كان أمام المدعين 200 ساعة لعرض قضيتهم وتقديم أدلة من أكثر من 400 شاهد كان من المقرر أن يدلي أولهم بشهادتهم في 29 مايو. كان من المقرر تقديم معظم أدلة الشهود في شكل إفادات مكتوبة. ورفض ملاديتش التماس أي من التهم الموجهة إليه.
وفي 17 مايو أرجأ القاضي الجلسة إلى أجل غير مسمى بسبب «أخطاء» النيابة. وأفادت الأنباء أن الادعاء لم يكشف عن كل الحقائق للدفاع. اعترف المدعي العام بالخطأ وطلب محامي ملاديتش تأجيله ستة أشهر. وقال القاضي ألفونس أوري إن الأخطاء ما زالت قيد التحليل وأراد مواصلة المحاكمة في أسرع وقت ممكن. في 10 أبريل 2013 أدلى أحد الناجين بشهادته حول مذبحة يوليو 1995 التي راح ضحيتها ما يقرب من 8000 رجل وصبي في سريبرينيتشا في شرق البوسنة والهرسك. تم إخراج ملاديتش من قاعة المحكمة بعد أن تمتم أثناء الإدلاء بشهادته. قال المدعون إن شهادة سريبرينيتشا كان من المتوقع أن تستمر عدة أشهر. ورفض ملاديتش الإدلاء بشهادته في محاكمة رئيسه رادوفان كاراديتش على الرغم من مذكرة استدعاء من المحكمة الجنائية الدولية حيث وصف المحكمة بأنها «شيطانية» وأضاف: «لا أريد الإدلاء بشهادتي وأرفض الإدلاء بشهادتي لأسباب تتعلق بصحتي وأنها من شأنه أن يضر بقضيتي».

### الحكم

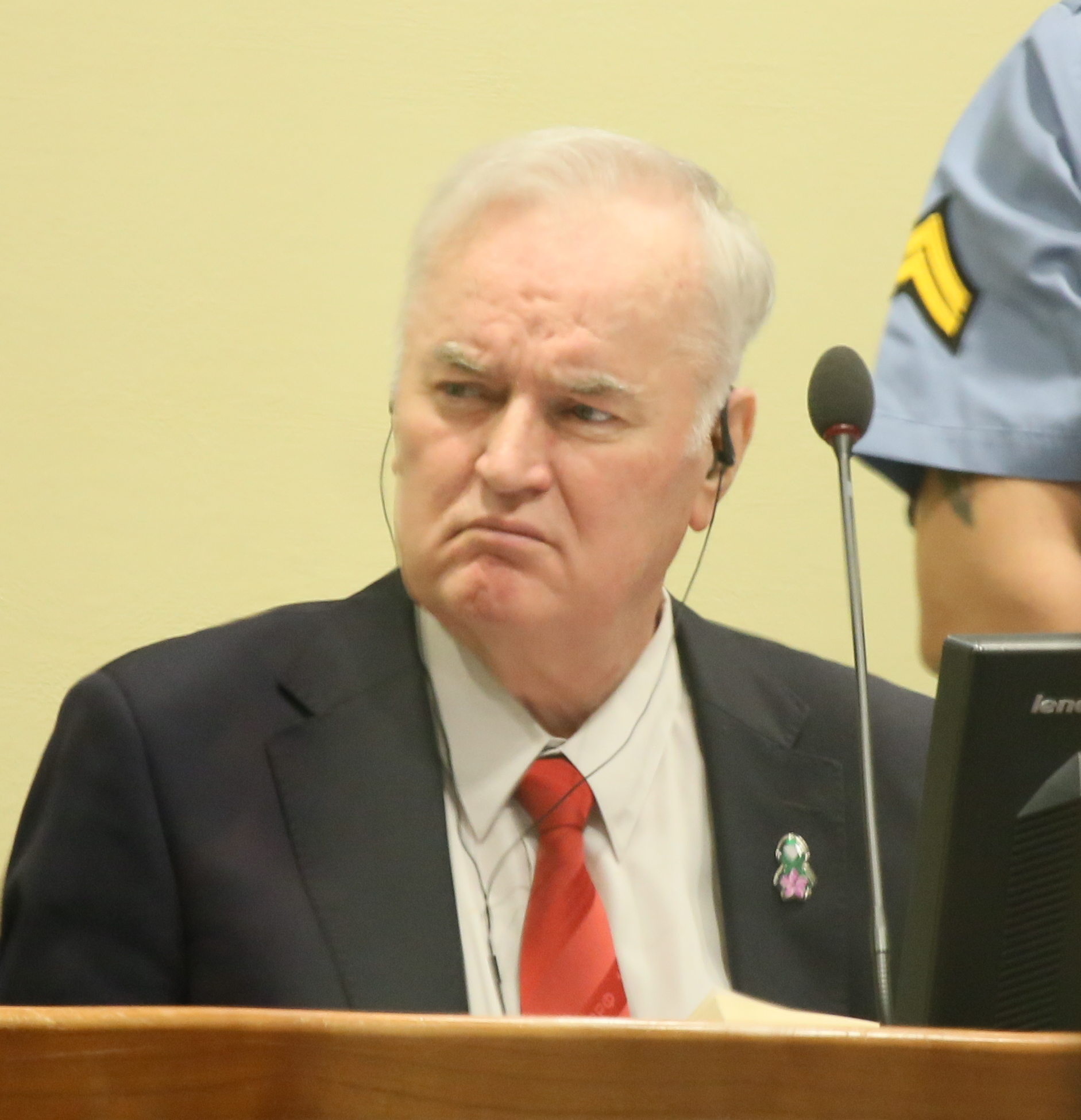
راتكو ملاديتش أثناء الحكم الابتدائي، 22 نوفمبر 2017.

صدرت أحكام المحكمة في 22 نوفمبر 2017. حاول محامو ملاديتش تأخير الإجراءات بحجة أن ضغط دم ملاديتش كان مرتفعا للغاية بحيث لا يمكن الاستمرار فيه لكن القضاة رفضوا ذلك. ثم بدأ ملاديتش في الصراخ بكلمات نابية في وجه القضاة وتم إخراجه من قاعة المحكمة. وفي غيابه تمت تلاوة الأحكام.
وأدين ملاديتش في 10 من 11 تهمة وتمت تبرئته من تهمة الإبادة الجماعية في عام 1992 (البند الأول في القائمة أعلاه). وحُكم عليه بالسجن المؤبد.
يحق لملاديتش استئناف الحكم والذي سيتم الاستماع إليه من قبل الآلية الدولية لتصريف الأعمال المتبقية للمحكمتين الجنائيتين. الممارسة الحالية هي أن يكون السجناء مؤهلين (ولكن لا يحق لهم) الإفراج بعد قضاء ثلثي عقوبة السجن مدى الحياة (45 عاما) التي فرضتها المحكمة الجنائية الدولية ليوغوسلافيا السابقة والتي تعني بالنسبة لملاديتش سن 99 عاما.

### جلسات الاستئناف
على الرغم من انتشار فيروس كورونا عُقدت جلسات الاستئناف الأولى في 25 و 26 أغسطس 2020. في 3 سبتمبر 2020 صوتت هيئة القضاة المكونة من خمسة قضاة يمثلون محكمة الاستئناف بأربعة أصوات مقابل صوت واحد لرفض طلب ملاديتش لدخول المستشفى في المستقبل خارج مركز احتجاز لاهاي. في 8 يونيو 2021 رُفض استئناف ملاديتش النهائي مما يعني أن ملاديتش سيقضي بقية حياته في السجن.